# Drogi powiatowe w powiecie limanowskim
Drogi powiatowe w powiecie limanowskim - sieć dróg powiatowych w powiecie limanowskim o łącznej długości 266,02 km.
| Numer drogi | Nazwa drogi                                     | Długość odcinka w powiecie | Klasa drogi |
| ----------- | ----------------------------------------------- | -------------------------- | ----------- |
| 1541 K      | Wojakowa - Sechna - Ujanowice                   | 3,58 km                    | Z           |
| 1545 K      | Podegrodzie - Mokra WIeś - Stronie - Jastrzębie | 6,30 km                    | Z           |
| 1546 K      | Stadła - Długołęka - Przyszowa                  | 1,82 km                    | Z           |
| 1547 K      | Brzezna - Brzezna Litacz - Wysokie              | 1,58 km                    | Z           |
| 1551 K      | Limanowa - Chełmiec                             | 12,61 km                   | Z           |
| 1555 K      | Łososina Dolna - Ujanowice - Młynne             | 13,60 km                   | Z           |
| 1579 K      | Siekierczyna - Naszacowice                      | 12,64 km                   | Z           |
| 1580 K      | Zalesie - Jadamwola - Olszana                   | 12,56 km                   | Z           |
| 1609 K      | Limanowa - Kamienica                            | 20,60 km                   | Z           |
| 1610 K      | Świdnik - Limanowa                              | 17,09 km                   | Z           |
| 1611 K      | Cieniawa - Mordarka                             | 1,24 km                    | Z           |
| 1612 K      | Laskowa - Nagórze                               | 2,13 km                    | Z           |
| 1613 K      | Zamieście - Słopnice - Zalesie                  | 12,01 km                   | Z           |
| 1614 K      | Słopnice - Chyszówki - Jurków                   | 10,60 km                   | Z           |
| 1615 K      | Mszana Górna - Wilczyce                         | 7,12 km                    | Z           |
| 1616 K      | Mszana Górna - Podłopień                        | 19,96 km                   | Z           |
| 1617 K      | Piekiełko - Tymbark                             | 3,89 km                    | Z           |
| 1618 K      | Limanowa - Szyk - Mstów                         | 15,48 km                   | Z           |
| 1619 K      | Tarnawa - Stare Rybie - Rupniów                 | 8,12 km                    | Z           |
| 1620 K      | Skrzydlna - Wilkowisko                          | 3,75 km                    | Z           |
| 1621 K      | Jodłownik - Szczyrzyc                           | 3,75 km                    | Z           |
| 1622 K      | Dąbie - Szczyrzyc - Dobra                       | 14,32 km                   | Z           |
| 1623 K      | Zegartowice - Góra św. Jana - Szczyrzyc         | 2,87 km                    | Z           |
| 1625 K      | Tenczyn - Glisne - Mszana Dolna                 | 4,63 km                    | Z           |
| 1626 K      | Kasinka Mała - Węglówka - Kasina Wielka         | 7,23 km                    | Z           |
| 1627 K      | Raba Niżna - Olszówka                           | 4,65 km                    | Z           |
| 1628 K      | Poręba Wielka - Poręba Górna                    | 3,17 km                    | Z           |
| 1629 K      | Mszana Dolna - Hucisko                          | 11,10 km                   | Z           |
| 1630 K      | Niedźwiedź - Konina                             | 5,64 km                    | Z           |
| 1631 K      | ul. Zygmunta Augusta (Limanowa)                 | 1,35 km                    | Z           |
| 1632 K      | Kępanów - Tymbark                               | 18,49 km                   | Z           |
| 1922 K      | Wiśniowa - Wierzbanowa - Przenosza - Skrzydlna  | 2,69 km                    | Z           |

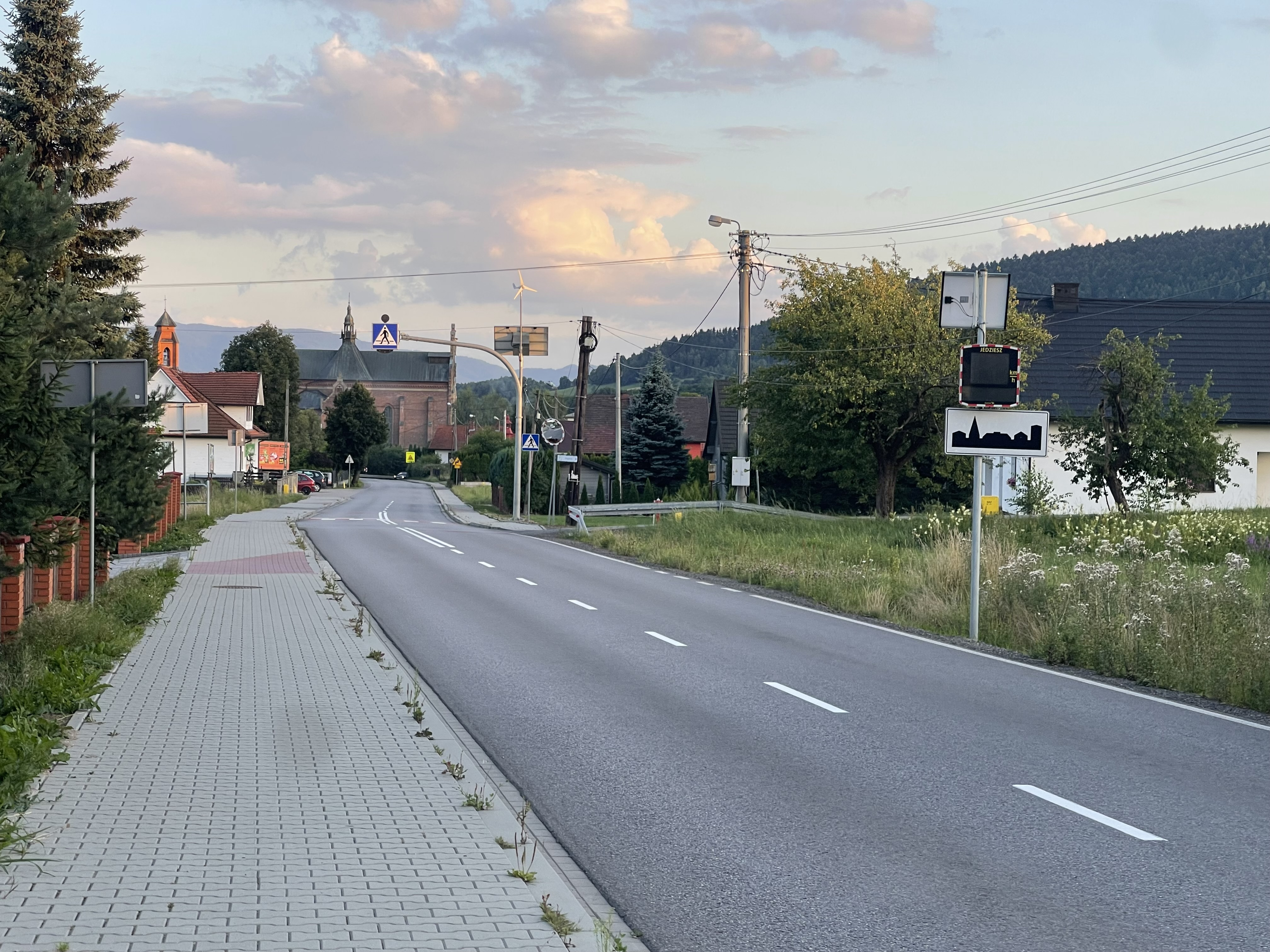
Droga powiatowa 1579K w Przyszowej
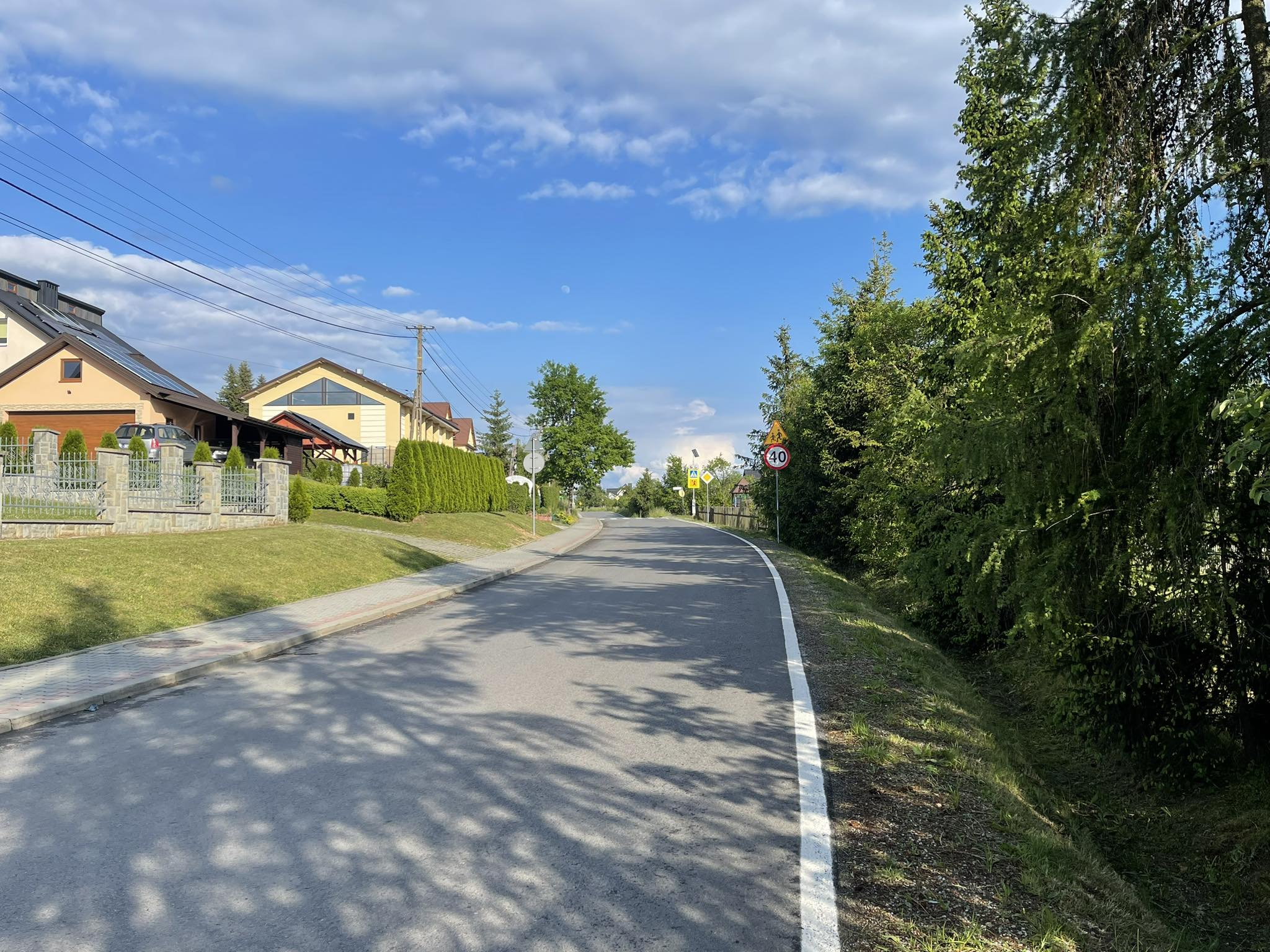
Droga powiatowa 1545 K w Stroniu
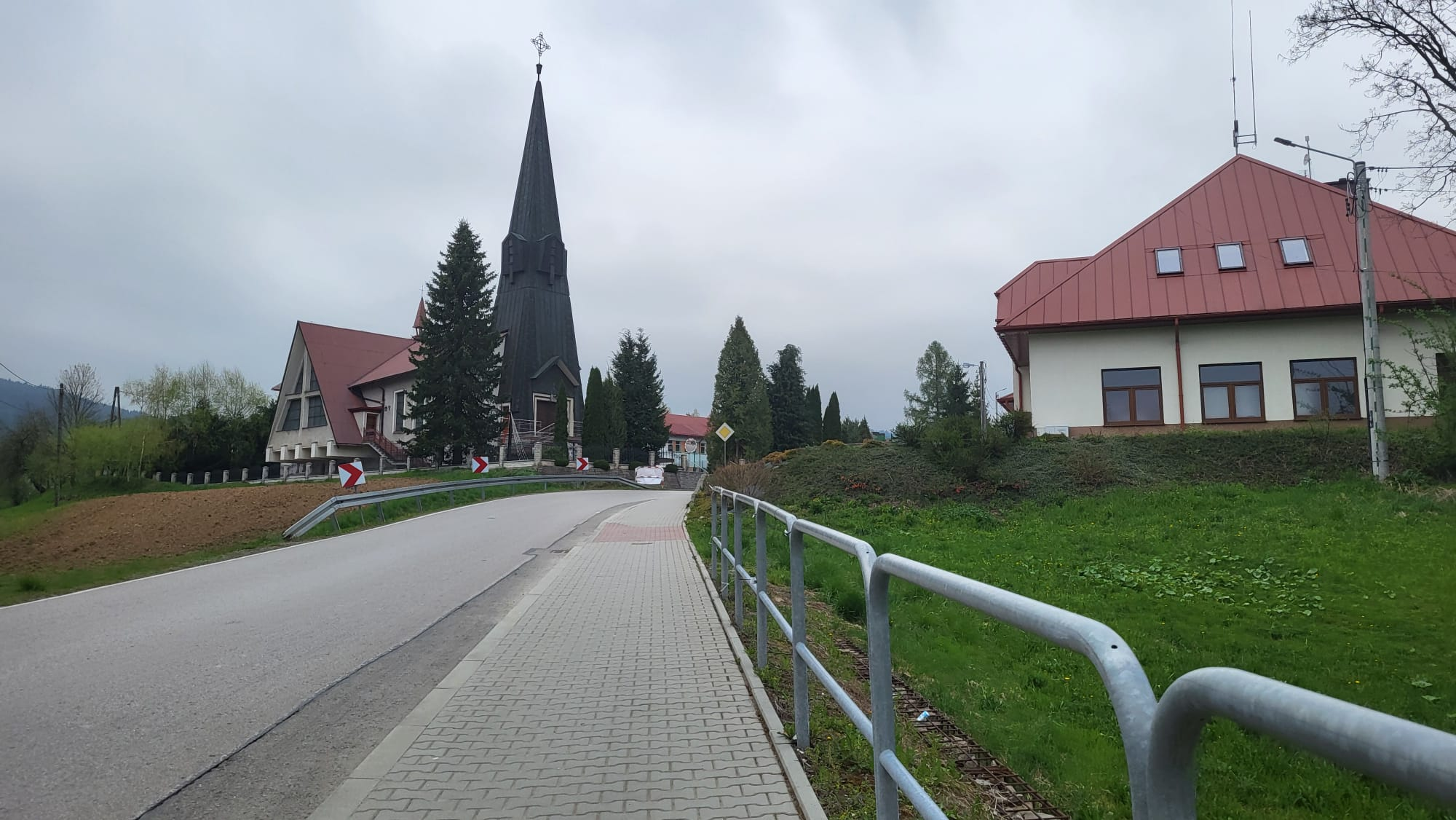
Droga powiatowa 1580 K w Młyńczyskach
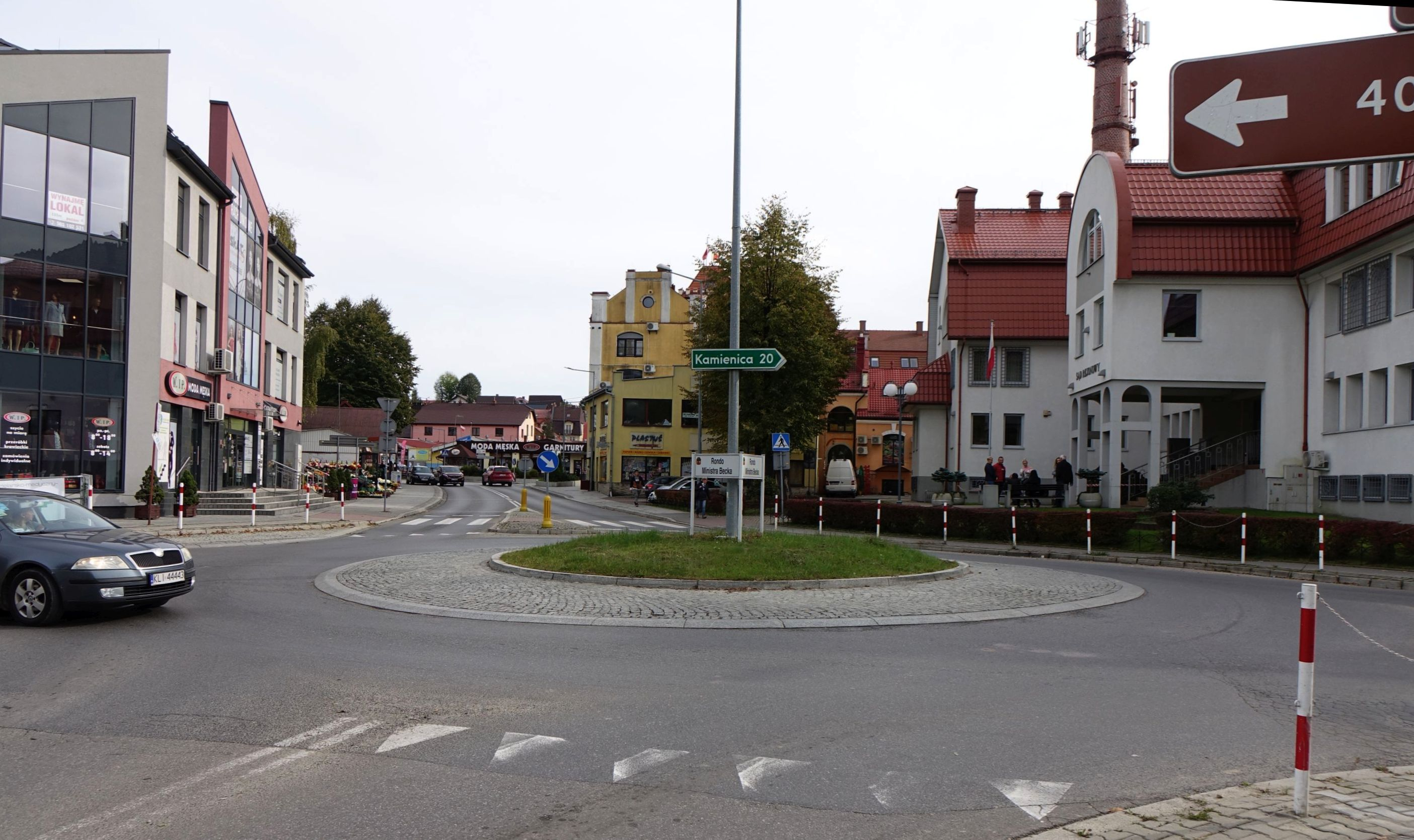
Rondo Ministra Becka w ciągu drogi powiatowej 1609 K w Limanowej